# Dorohedoro
Dorohedoro (ドロヘドロ?, Dorohedoro) è un manga scritto e disegnato da Q Hayashida, pubblicato sulla rivista mensile Ikki fino a marzo 2015; successivamente alla chiusura di quest'ultima, è stato trasferito nella rivista settimanale Hibana. A seguito della dismissione di questa seconda rivista nell'agosto 2017, il manga si è spostato su Monthly Shōnen Sunday, edito dalla Shogakukan, a partire dall'11 novembre 2017, concludendosi il 12 novembre 2018. In seguito è stato raccolto in 23 volumi monografici tankōbon. Un'edizione in italiano è stata edita da Panini Comics sotto l'etichetta Planet Manga dal 16 ottobre 2003 al 20 giugno 2019.
La serie segue le avventure di Cayman, un umano la cui testa è stata trasformata in quella di un rettile a causa di una maledizione che gli ha inoltre cancellato la memoria. Muovendosi tra la città di Hole e il mondo degli stregoni, Cayman intraprende un viaggio per fare luce sul suo passato e su quello del mondo in cui vive. Le atmosfere macabre e grottesche, l'eccesso di violenza e le scene puramente splatter sono bilanciati dall'inserimento di personaggi assurdi e da un umorismo nero, a tratti demenziale.
Dal manga è stato tratto un adattamento anime di 12 episodi, corrispondente alla prima parte del manga, realizzato dallo studio d'animazione MAPPA e andato in onda in Giappone dal 12 gennaio 2020 su Tokyo MX.

## Ambientazione
La serie è ambientata in un mondo fantastico diviso in tre reami distinti: Hole, una metropoli sporca, degradata, inquinata e violenta in cui vivono gli umani; il mondo degli stregoni, un regno ricco, variopinto e dominato dalla magia, collegato al mondo umano tramite porte create magicamente; e l'inferno, dove si riuniscono le anime degli stregoni morti e vivono i demoni.
Benché indistinguibili nell'aspetto, gli umani e gli stregoni appartengono a due specie diverse: i primi sviluppatisi naturalmente, e i secondi creati dal demone primordiale Chidaruma. Gli stregoni hanno un sistema circolatorio particolare, che permette loro di produrre fumo dalle dita o dalla bocca tramite il quale eseguono le loro abilità magiche. Ogni stregone possiede un tipo di magia specializzato, che può essere di tipo comune o estremamente ricercato, come la guarigione, l'abilità di riportare in vita i morti o di controllare il tempo. L'efficacia della magia è determinata dalla qualità della maschera che gli stregoni indossano e dalla quantità di fumo che sono in grado di produrre. Molti stregoni cercano quindi di aumentare la loro produzione di fumo tramite operazioni chirurgiche o l'uso della polvere nera, una sostanza illecita molto trafficata che fa aumentare esponenzialmente ma temporaneamente le potenzialità magiche. Il fumo può essere anche imbottigliato, venduto e acquistato mantenendo gli effetti magici originari.
Anche il mondo degli stregoni è occasionalmente violento ed emarginante: vi vige un rigido sistema gerarchico in cui a capo vi sono gli stregoni e le organizzazioni più potenti, come la famiglia di En, e le fasce più basse sono formate da utilizzatori più deboli, inesperti o non in grado di produrre abbastanza fumo, che vivono spesso nel degrado e nella povertà. Un tale gruppo è quello degli occhi crociati, i cui membri sono identificati da tatuaggi a forma di croce sulle palpebre e si dedicano ad attività illegali e di resistenza al sistema. Gli occhi crociati sono inoltre abili combattenti e, grazie agli studi del loro boss, sono in grado di colpire gli stregoni nei punti critici che regolano la produzione e la fuoriuscita del fumo.
Reputandosi superiori agli umani, gruppi di stregoni si riversano periodicamente in Hole per sperimentare la propria magia su cavie umane. Essendo praticamente indifesi contro gli stregoni, un tempo gli umani avevano istituito dei gruppi armati di difesa, che però erano dediti a soprusi, torture e uccisioni di semplici sospetti e delle loro famiglie, motivo per il quale vennero sciolti. A Hole abbondano quindi le vittime di attacchi magici, che vengono trattate in appositi ospedali e che quando sopravvivono restano spesso deformate a vita. Altro effetto collaterale della magia a Hole sono i suoi residui, che si condensano in nuvole che poi precipitano a terra sotto forma di pioggia nera e che è nociva per la salute. A causa di questa alta concentrazione magica, una volta all'anno le persone morte a causa della magia tornano a muoversi come zombie e devono essere eliminate nel corso del Living Dead Day.
I demoni sono simili a semidèi per gli stregoni, in quanto possiedono capacità superiori che comprendono l'onniscienza. Parlare male di un demone, offenderlo o non mostrargli rispetto può essere punito con la morte. Gli stregoni devono adorarli in determinati eventi, come la sera del ballo. Uno stregone può diventare un demone superando delle prove e nutrendosi della carne di demone. Se uno stregone divenuto demone infrange le regole, il suo corpo viene disassemblato e torna a essere uno stregone. Uno stregone divenuto demone può uscire dal proprio corpo demoniaco solo per breve tempo. I demoni sono dotati di straordinari poteri, ma spesso non sanno che farsene e si annoiano, per questo si dedicano a passatempi infantili o offrono i propri servizi agli stregoni più potenti.

## Trama
Cayman ha perso la memoria e non ricorda chi ha reso la sua testa simile a quella di un rettile. Nella città di Hole, insieme a Nikaido, cerca gli stregoni che raggiungono il mondo umano per esercitare la loro magia sulle persone. Quando Cayman divora la testa di uno stregone compare una persona nella sua bocca, se questo non riconosce chi ha di fronte allora Cayman uccide lo stregone. Nel tentativo di sapere di più sulla sua vera identità e riacquistare la memoria, Cayman conoscerà meglio il mondo degli stregoni e scoprirà le tracce del suo passato che coinvolge entrambi i mondi.

## Personaggi

### Abitanti di Hole
Cayman (カイマン?, Kaiman)
Doppiato da: Wataru Takagi (giapponese), Gianluca Cortesi (italiano)
Protagonista della storia, si presenta come un essere umano mutato, una delle tante vittime degli allenamenti magici degli stregoni. Il suo aspetto è quello di un individuo dall'altezza e dal fisico imponenti, con la testa di un caimano (da cui Nikaido prende il nome) su cui spiccano lunghi e sottili aculei retrattili. Presenta due tatuaggi a forma di croce attorno agli occhi. Non ricorda nulla del suo passato né del suo reale aspetto. La sua attività principale è proprio la caccia allo stregone grazie a una forza inumana, a un'abilità non comune nell'utilizzo delle armi da taglio e soprattutto alla totale immunità nei confronti della magia. Affronta ogni stregone che riesce a scovare per immobilizzarlo e morderne la testa con le ampie fauci; all'interno della sua bocca, il malcapitato ha la visione di un uomo misterioso con i tatuaggi crociati attorno agli occhi. Quindi, allo stregone catturato Cayman pone la stessa domanda: "Cosa ti ha detto l'uomo all'interno della mia testa?"; se lo stregone non viene riconosciuto dall'uomo nelle sue fauci, allora Cayman non si fa scrupoli ad eliminarlo. Il protagonista non ha alcun legame, neppure di natura telepatica, con l'uomo all'interno di sé. Al di fuori della Caccia, Cayman è un individuo dal carattere giocoso e piuttosto semplice, il cui pensiero fisso è il cibo, in special modo i gyoza preparati dall'amica Nikaido. Lavora part-time come infermiere tuttofare al reparto vittime della magia dell'ospedale centrale di Hole con il dottor Vaux. Cayman si scopre essere il risultato della combinazione della maledizione di Curse e della magia di Ebisu che hanno avuto effetto sul boss degli occhi crociati.
Nikaido (ニカイドウ?)
Doppiata da: Reina Kondo (giapponese), Ludovica Bebi (italiano)
Giovane proprietaria del ristorante Hungry Bug, situato nella sordida periferia di Hole, luogo prediletto dagli stregoni per i loro allenamenti e dunque considerato tra i più pericolosi della città. È stata lei a trovare Cayman in uno dei vicoli della città e a portarlo all'Ospedale Centrale per affidarlo alle cure del dottor Vaux. È l'unica vera amica di Cayman e lo accompagna nella sua caccia e nella ricerca dell'identità perduta; in compenso, l'uomo non si fa scrupoli a mangiare a sbafo quotidianamente nel locale di Nikaido, con grave danno per gli affari. È dotata anche lei di forza, agilità e resistenza fisica fuori dal comune. In seguito si scopre che anche lei è una strega, peraltro particolarmente ricercata. La sua magia materializza una scatola nera con molti pulsanti e leve: azionandoli, Nikaido è in grado di viaggiare nel tempo e alterare gli eventi. In seguito ad un allenamento, simile a quello che gli stregoni intraprendono per diventare demoni, fatto dietro consiglio di Kawajiri, si scopre anche che la magia che aveva usato da piccola era incompleta: continuando ad emettere fumo la forma della scatola magica cambia. Quando viaggia nel tempo solo la Nikaido che ha usato la magia sopravvive, mentre l'altra versione di sé scompare. La sua maschera, data a lei da Asu, è un incrocio tra una maschera da hockey e una maschera antigas.
Vaux (バウクス?, Baukusu)
Doppiato da: Hisao Egawa (giapponese), Fabrizio Russotto (italiano)
Primario (e apparentemente unico medico curante) del reparto Vittime della magia dell'Ospedale Centrale di Hole. Fatta eccezione per quelle mediche, non ha particolari doti. L'essere continuamente alle prese con ferite e mutazioni magiche di vario genere lo ha comunque parzialmente "immunizzato" dal disgusto, circostanza comune vista la natura orrorifica di Hole. Tende a perdere facilmente la pazienza nei confronti di Cayman, tanto più da quando l'uomo lucertola lavora alle sue dipendenze presso l'ospedale. È capitano e allenatore dei Worms, squadra di baseball dell'Ospedale Centrale, che annualmente si riunisce per un match a senso unico contro quella dell'Ospedale della Pace, composta da vecchi medici decrepiti.
Professor Kasukabe (カスカベ博士?, Kasukabe hakase) / Haze
Doppiato da: Mitsuhiro Ichiki
Studioso preparato in molte materie, interessato al mondo degli stregoni e alla stregoneria in generale. A causa di una magia è tornato giovane. Durante i suoi anni di lavoro come medico ha avuto modo di salvare la vita a Shin, riattaccandogli le parti del corpo che si era tagliato nel tentativo di far uscire il fumo la prima volta, e ad Ai, un giovane che, sentendosi escluso, si è offerto come cavia per farsi trasformare in stregone. Una delle sue invenzioni più notevoli è una porta per il mondo degli stregoni perfettamente funzionante, anche se non permette di scegliere la destinazione. È stato sposato per alcuni anni con una strega, Kasukabe (chiamata Haru, lettura alternativa del primo ideogramma del suo nome), di cui ha adottato il nome, che usa anche per firmare i suoi lavori; il suo vero nome, infatti, è Haze.
Jonson (ジョンソン?)
Doppiato da: Ryohei Kimura
Scarafaggio cresciuto a dismisura per effetto della polvere nera che si è accumulata nelle fogne. Mediante un apposito dispositivo che emette onde elettroniche, il professor Kasukabe è riuscito a trasformarlo in un docile e fedele animale domestico. È in grado di pronunciare un'unica parola, "shocking".
13 (サーティーン?, Sātīn)
Doppiato da: Yuuki Kaji
Uno dei pochissimi clienti abituali dell'Hungry Bug. Più che alle prelibatezze del locale, sembra interessato alla sua proprietaria, cui non lesina complimenti e discrete avance. Sembra essere anche lui una vittima della magia, anche se la sua mutazione è appena evidente e si riassume in una dentatura aguzza e nelle mani artigliate. Partecipa alla partita di baseball cittadina col solo scopo di guadagnare punti agli occhi di Nikaido.
Ai Coleman / Ai Callman
Un adolescente di Hole che desiderava diventare uno stregone e aiutava Kasukabe nelle sue ricerche. Circa 13 anni prima delle vicende chiese di essere operato usando i corpi di otto stregoni, uno dei quali aveva un tipo di magia che aumenta il corpo (da qui le molte teste di Cayman); dopo l'operazione, viene dato per morto, ma grazie all'acqua tossica di Hole entrata nel suo corpo, rimane in vita e diventa uno stregone. Raggiunto il mondo degli stregoni assume l'identità di Aikawa, per poi diventare il capo degli occhi crociati quando viene posseduto dal volere di Hole.

### Stregoni
En (煙?)
Doppiato da: Kenyuu Horiuchi (giapponese), Stefano Alessandroni (italiano)
Capo dell'omonima famiglia, a metà tra una multinazionale e una cosca mafiosa. È probabilmente lo stregone più famoso e influente del mondo, di certo uno dei più potenti. La sua magia ha a che fare con i funghi ed è molto versatile: può trasformare ciò che tocca in fungo e viceversa; può inoltre propagare delle spore che può far crescere a piacimento. Infine è in grado, inserendo un fungo speciale in una bambola che raffiguri una persona colpita dalla sua magia, di far crescere un essere mostruoso dall'aspetto fungino che può controllare a distanza. Questo essere può trasformare a sua volta in fungo qualsiasi cosa tramite un liquido nerastro e il suo sangue può materializzare la porta che dà sul mondo degli stregoni. La sua maschera copre solo la zona della bocca e ha l'aspetto di una muscolatura priva di pelle.
Shin (心?)
Doppiato da: Yoshimasa Hosoya (giapponese), Sacha Pilara (italiano)
Figlio di padre umano e madre maga. Cresciuto a Hole, circa dieci anni prima ha ucciso gli sterminatori di stregoni della città. Nel tentativo di trovare le vene da cui fuoriesce il fumo magico, si è amputato le dita e le braccia, riacquisendole poi con l'aiuto di Vaux e Kasukabe. Nel mondo degli stregoni ha trovato il suo posto all'interno della famiglia di En, come assassino. È incredibilmente resistente al dolore e possiede una forza notevole. La sua magia è in grado di fare a pezzi le persone senza che queste muoiano e distruggere oggetti; quando combatte contro avversari che non sanno usare la magia, usa un martello. Porta una maschera a forma di cuore, che porta al contrario la maggior parte del tempo, applicando due buchi per gli occhi.
Noi (能井?)
Doppiata da: Yu Kobayashi (giapponese), Monica Bertolotti (italiano)
Forzuta partner di Shin e cugina di En. Si è allenata per diventare demone, ma poi ha rinunciato per salvare proprio Shin. La sua magia può guarire qualsiasi ferita e in generale ripristinare le condizioni originali, anche se non può riportare in vita.
Fujita (藤田?)
Doppiato da: Kengo Takanashi (Giapponese), Alessio Nissolino (italiano)
Stregone di infimo livello inspiegabilmente accolto da En. La sua magia gli consente di dare al suo fumo una velocità molto elevata, usandolo come un proiettile, ed è anche in grado di infondere velocità negli oggetti da lancio. La sua maschera, che copre solo la parte superiore del volto, è di colore scuro e ha un naso dalla punta molto lunga. Indossa quasi sempre un cappello da aviatore; sotto, i suoi capelli sono a striature grigie chiare e scure. Per sopperire alla sua debolezza, a volte porta con sé armi da fuoco.
Ebisu (恵比寿?)
Doppiata da: Miyu Tomita
Giovane maga dal comportamento bizzarro (dovuto a tanti traumi avvenuti nei primi capitoli). È scappata di casa, probabilmente in un periodo di ribellione, e ora vive nella villa di En. La sua magia consiste nel trasformare sé stessa e gli altri in lucertole, ma a causa dell'assunzione frequente di polvere nera spesso la sua magia diventa instabile. La sua maschera è un teschio, in seguito con una targa sulla fronte e due piccole ruote sulle tempie e ancora più in seguito con due corna.
Chota (鳥太?)
Doppiato da: Anri Katsu
Stregone in grado di sciogliere gli incantesimi e dotato di notevole acume nel risolvere enigmi e misteri. È notoriamente attratto da En e farebbe di tutto per conquistarlo, anche se questo cerca di evitarlo a causa della sua invadenza. La sua maschera copre la testa di folto piumaggio nero e ha un becco; il suo volto è rimasto sfigurato dopo essersi sottoposto a un'operazione per emettere fumo dalla bocca.
Kikurage (キクラゲ?)
Doppiato da: Mayu Udono
Docile creatura in grado di riportare in vita i morti, a patto che il piccolo demone nella loro testa sia ancora intatto. Veniva tenuta nascosta sotto il vestito di una donna, usando così la sua magia per riportare in vita i cadaveri per una festa. Ha l'aspetto di un gatto con una coda da diavoletto e due piccole corna, il suo muso è piuttosto corto e ha lunghe orecchie pelose.
Turkey (ターキー?, Tākī)
Doppiato da: Shin'ichirō Miki
Membro della famiglia di En, la cui maschera non è altro che un tacchino arrosto. Col suo fumo può creare un forno magico: se in esso viene cotto del cibo mescolato a del fumo emesso pensando ad una persona, il cibo si tramuterà in una copia perfetta di quella persona. La copia non può parlare né usare la magia ed è attratta dal demone che vive nella testa dell'originale. Se questo è stato distrutto, la copia si recherà sul luogo della morte dell'originale.
Matsumura (松村?)
Partner di Fujita, nel primo capitolo viene eliminato da Cayman; prima di morire, riesce a far comparire la porta stregata, permettendo la fuga di Fujita. Non si conoscono le caratteristiche del suo fumo, quasi certamente però si tratta di uno stregone di infimo livello. La sua testa viene usata dal professor Kasukabe insieme ad altri pezzi di stregoni per creare Frankenstein e usarlo come giocatore di baseball, ma la sua natura violenta di zombie lo porta ad aggredire Fujita. A causa di ciò, la sua testa viene spappolata da Ebisu trasformata in rettile, diventando quindi impossibile resuscitarlo. La sua maschera, di forma rettangolare, copre la zona degli occhi e del naso e ha un corto naso tozzo.
Tanba (丹波?)
Doppiato da: Tetsu Inada
Proprietario di un ristorante specializzato in tortini di carne. A causa della propensione a picchiare i dipendenti è sempre alla ricerca di personale. Ha un aspetto selvaggio, è dotato di denti molto acuminati ed è incredibilmente forte. La sua maschera ha un aspetto vagamente orsino, con macchie nere intorno agli occhi e indossa anche un costume di pelliccia.
Fukuyama (福山?)
Cameriere al ristorante di Tanba. La sua magia consiste, mediante l'utilizzo di un apposito scettro, nel trasformare qualunque oggetto o essere vivente in un tortino di carne. La sua maschera è un semplice passamontagna di lana.
Kirion
Dipendente di Tanba. Parla raramente e indossa un costume peloso e tarchiato. Da bambina è stata catturata dagli stregoni per fare pratica, una volta fuggita è stata aiutata da Tanba. In quanto essere umano è immune alla pioggia di Hole e al boss degli occhi crociati.
Aikawa
Compagno di Risu alla scuola per stregoni a Zagan. È la forma originale di Cayman, prima di diventare uno stregone era Ai Coleman e quando viene controllato dal volere di Hole diventa il capo degli occhi crociati.
Kawajiri (川尻?)
È l'identità stregonesca di Asu. Fratello adottivo di Nikaido e di Yakumo, appare molto legato alle sorelline, tanto che il sentimento continua anche una volta diventato demone. A causa degli effetti della magia temporale di Nikaido, però, nella realtà attuale non incontra mai Yakumo e conosce Nikaido solo in seguito, quando questa lo aiuta durante il suo apprendistato da demone. Col suo fumo è in grado di teletrasportare sé stesso e altri; possiede anche doti di chiaroveggenza. Particolarità del suo aspetto sono gli occhi cerchiati e il naso nero, che lo fanno assomigliare ad un panda. Fa la sua prima comparsa nel volume 9 dopo che Store, su ordine di Chidaruma, smembra letteralmente e in maniera decisamente cruenta Asu.
Sho
Stregone in grado di rendere qualsiasi cosa e persona invisibile con la sua magia. Con i suoi poteri può anche alterare o cancellare i ricordi. È un membro fidato della famiglia di En ma spesso passa inosservato e la gente si scorda facilmente di lui. Grazie al suo intervento, Noi, Shin e molti membri della famiglia vengono salvati dall'assalto degli occhi crociati. La sua maschera è un bendaggio molto fitto e spesso intorno alla testa, simile a quello di una mummia.

### Occhi crociati
Kai / Il Boss
Un personaggio estremamente temuto nel mondo degli stregoni. Si scontrò una volta con En, che si salvò per miracolo. La sua sola presenza provoca negli stregoni l'indebolimento simile a quello provocato dalla pioggia di Hole. Ai suoi sottoposti dice di chiamarsi Kai. Il suo corpo è quello di Aikawa, una volta Ai, ma posseduto dal volere dell'acqua nera di Hole. Intorno ai suoi occhi ha delle macchie a forma di croce. Grazie alle sue conoscenze del corpo degli stregoni, è in grado di impiantarsi il neoplasma di un altro stregone per usare la sua magia. Per questo stesso motivo tende a subentrare ad Aikawa quando conosce uno stregone dalla magia a lui utile, per poi ucciderlo.
Risu (栗鼠?)
Doppiato da: Songdo
È l'identità dell'uomo il cui spirito appare nella bocca di Cayman. È stato partner e compagno di scuola di Aikawa a Zagan. Non è in grado di produrre fumo ma la sua magia è di tipo maledizione. Dopo essere stato ucciso dal capo degli occhi crociati, la sua magia scatena sul boss una maledizione. La sua testa viene ritrovata in una villa appartenente all'organizzazione degli occhi crociati, viene resuscitato da Kikurage e il suo corpo viene rigenerato accidentalmente dal fumo di Noi. Dopo essersi ricongiunto con la sua magia alla morte di Aikawa, è ora in grado di usarla a piacimento, trasformandosi in Curse, un essere estremamente potente.
Dokuga
Membro dell'entourage del Boss, incredibilmente agile, la sua saliva è un veleno mortale che ustiona al contatto. I suoi occhi non hanno pupille e le iridi sono piene di crepe. La sua maschera è a forma di testa di falena e a volte indossa un completo con tanto di ali con cui riesce a volare. Il suo nome in giapponese significa veleno.
Tetsujo
Membro dell'entourage del Boss, abile spadaccino, indossa un elmo da samurai e combatte con una katana.
Saji
Membro dell'entourage del Boss, un uomo alto che indossa sempre un cappotto scuro. Ha lunghi capelli neri sparati in tutte le direzioni e il pizzetto. È piuttosto bravo nel ricamo.
Ton
Membro dell'entourage del Boss, perennemente affamato e dall'espressione gentile e poco sveglia. È abilissimo con le armi da lancio. La sua maschera è la testa di un maiale.
Ushishimada
Rozzo membro dell'entourage del Boss, in possesso di una forza erculea. È costretto a subire le avances della proprietaria della casa in affitto dove abita insieme agli altri membri dell'entourage. La sua maschera è una testa suina con diversi anelli al naso.
Natsuki
Dapprima pusher di polvere nera a Mastema, si unisce poi al gruppo di Dokuga; mantiene inizialmente un solo occhio tatuato per mostrare che non si è ancora inserita nel gruppo. Si scopre essere dotata di una magia molto potente, che non era capace di usare poiché non riusciva a far uscire il fumo. La sua magia la avvolge in un'armatura viscida e molle che è in grado di parare sia colpi fisici che le maledizioni. È anche in grado di creare con la sostanza dell'armatura delle armi o di ricoprire la sua arma di tale armatura. A causa dell'estrema utilità della sua magia, viene uccisa dal Boss degli occhi crociati.

### Demoni
Chidaruma (チダルマ?)
Doppiato da: Shigeru Chiba
Il capo dei demoni e il più potente tra loro, è demonio di nascita. È legato allo stregone En, con la sua magia sigla gli accordi di scelta del partner tra gli stregoni. È un demone capriccioso e volubile. In passato, annoiato dalla vita monotona, promosse gli stregoni più forti a demoni.
Asu (アス?)
Doppiato da: Hozumi Gōda, Massimo Triggiani (italiano)
È lo stregone Kawajiri, amico di Nikaido, che dopo aver superato l'esame è diventato un demone. Dà una mano a Nikaido in diverse circostanze e perde lo stato di demonio per aver nascosto a Chidaruma di conoscere uno stregone del tempo ovvero Nikaido. Ha un corno e un grugno di porco.
Haru
Quand'era stregone era la moglie di Haze (il professor Kasukabe). Da quando è diventata un demone, ha la mania di cantare canzoni assurde che parlano del più e del meno usando la sua coda trasformata in microfono. La sua voce fa sentire male tutti coloro che l'ascoltano. La sua occupazione principale consiste nell'inserire frasi orribili nelle canzoni d'amore altrui. Esce spesso dal suo corpo demoniaco ma tende a restare fuori troppo a lungo: quando se ne accorge torna nel suo corpo dicendo "C'è mancato poco che morissi". Indossa un giaccone nero lucido con un cappuccio e una sciarpa a righe; ha corna di renna, gambe caprine e dita dai lunghissimi artigli.

## Media

### Manga
Nel 2013 era stata annunciata la conclusione del manga con il volume 19, salvo poi proseguire.
Nel febbraio 2020 viene pubblicato su Monthly Shōnen Sunday un capitolo di 14 pagine con una storia autoconclusiva successiva alla storia nella serie manga.

#### Artbook
El cuento corto del diablo è un artbook a colori con brevi storie originali e illustrazioni pubblicato il 28 ottobre 2011 da Shogakukan.
L'artbook intitolato Mud and Sludge viene pubblicato il 20 febbraio 2020 in Giappone da Shogakukan e contiene tavole a colori e disegni, alcuni sono contenuti anche all'interno della serie manga tra un capitolo e l'altro oppure all'inizio di alcuni capitoli.

### Anime

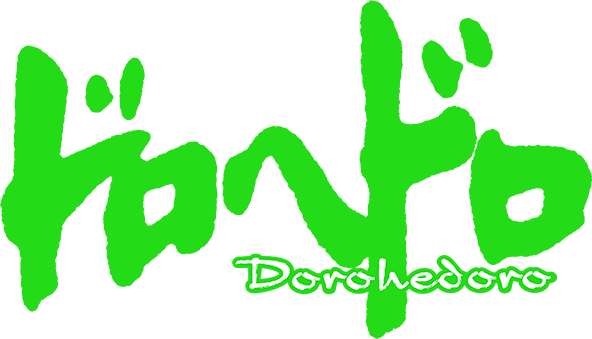
Logo della serie

Sul numero di dicembre 2018 della rivista Monthly Shōnen Sunday viene annunciato che il manga Dorohedoro sarebbe stato trasposto in una serie anime. Lo studio d'animazione è MAPPA con Yūichirō Hayashi come regista, le musiche e le sigle sono di (K)NoW_NAME. Gli episodi sono trasmessi in Giappone dal 12 gennaio 2020 su Tokyo MX e poco dopo sono disponibili su Netflix solo in patria. Oltre ai 12 episodi sono stati realizzati anche 6 OVA col titolo Dorohedoro: Ma no omake, della durata di 5 minuti circa ciascuno, inclusi nel secondo disco dell'edizione Blu-ray per il mercato home video, ogni episodio riprende alcune delle storie contenute nei capitoli bonus presenti alla fine dei volumi del manga, l'animazione di questi OVA non fa uso di intercalari.
Al di fuori del Giappone l'anime è distribuito da Netflix a partire dal 28 maggio 2020 anche doppiato in inglese, alcune settimane dopo disponibile anche con doppiaggio in italiano, da metà ottobre vengono resi disponibili anche gli OVA su Netflix in un unico episodio. La serie animata riprende fedelmente i primi sette volumi del manga.
Il 13 gennaio 2025 è stata annunciata la produzione della seconda stagione la cui uscita è prevista per il 2025.
| Nº | Giapponese 「Kanji」 - Rōmaji | In onda          | In onda |
| Nº | Giapponese 「Kanji」 - Rōmaji | Giapponese       |         |
| 1  | 「カイマン」 - Kaiman | 12 gennaio 2020  |         |
| 2  | 「袋の中」 - Fukuro no naka「食事中はお静かに」 - Shokuji chū wa oshizuka ni「隣の町の魔法使い」 - Tonari no machi no mahōtsukai                                                                        | 19 gennaio 2020  |         |
| 3  | 「死者の夜――決闘！ 中央デパート前――」 - Shisha no yoru: Kettō! Chūō Depāto Mae | 26 gennaio 2020  |         |
| 4  | 「鴨のロースト魔法使い添え」 - Kamo no rōsuto mahōtsukai soe「舞踏会へは正装でおこし下さいませ」 - Budōkai he wa seisō de okoshi kudasaimase「ゆく年くる年 in ホール」 - Yuku toshi kuru toshi in Hōru  | 2 febbraio 2020  |         |
| 5  | 「魔法の国のカイマン」 - Mahō no kuni no Kaiman | 9 febbraio 2020  |         |
| 6  | 「キノコの山は食べ盛り」 - Kinoko no yama wa tabezakari「はじめてのケムリ」 - Hajimete no kemuri「マンホール哀歌 エレジー」 - Manhōru Erejī                                                             | 16 febbraio 2020 |         |
| 7  | 「オールスター☆夢の球宴」 - Ōrusutā ☆ Yume no kyūen | 23 febbraio 2020 |         |
| 8  | 「いい日、旅立ち」 - Ī hi, tabidachi「ラララ怪人くん」 - Rarara Kaijin-kun「いい日、旅立ち2」 - Ī hi, tabidachi 2「ゴージャス＆モリモリ」 - Gōjasu & morimori「ブルーナイト・ランド」 - Burūnaito Rando | 1º marzo 2020    |         |
| 9  | 「嗚呼、『花煙』」 - Aa, “Hana kemuri”「すてきなミートパイ」 - Sutekina Mīto Pai「珍キノコ出現!!」 - Chin kinoko shutsugen                                                                              | 8 marzo 2020     |         |
| 10 | 「ロンリー・カイマン」 - Ronrī Kaiman「ナイトメア・ビフォー」 - Naitomea Bifō「まんじゅうコワイ」 - Manjū kowai                                                                                         | 15 marzo 2020    |         |
| 11 | 「ザ・ボス」 - Za Bosu「屋台で逢いましょう」 - Yatai de ai mashou | 22 marzo 2020    |         |
| 12 | 「思い出スクールデイズ」 - Omoide sukuru deizu「ボーイ ミーツ ガール＝バトル！」 - Bōi Mītsu Gāru = Batoru「ゆびきりげんまん」 - Yubi kari genman                                                       | 29 marzo 2020    |         |

| OAV | Giapponese 「Kanji」 - Rōmaji - Traduzione letterale                                                                                       |
| 1   | 「仮面格差」 - Kamen kakusa – "Disparità di maschere"                                                                                      |
| 1   | Volume 1, capitolo bonus |
| 2   | 「店舗 for you」 - Tenpo for You – "Un locale per te"                                                                                      |
| 2   | Volume 6, capitolo bonus |
| 3   | 「下っ端青春グラフィティー」 - Shitappa seishun Graffiti – "La gioventù di una tirapiedi"                                                  |
| 3   | Volume 3, capitolo bonus |
| 4   | 「あなたの知らないギョーザの怪」 - Anata no shiranai gyoza no kai – "La fata dei gyoza di cui ignoravi l'esistenza"                        |
| 4   | Volume 8, capitolo bonus |
| 5   | 「オドル魔ノウタゲ」 - Odoru ma no utage – "Il ballo in maschera in onore dei diavoli"                                                     |
| 5   | Volume 9, capitolo bonus |
| 6   | 「夜風に吹かれて大葉記念日」 - Yokaze ni fukarete ooba kinenbi – "Nella brezza notturna, festeggiamo l’anniversario delle foglie di shiso" |
| 6   | Volume 5, capitolo bonus |

#### Colonna sonora
Nel 2016 l'autrice Q Hayashida sceglie alcuni artisti, tra i quali Igorrr, per creare una colonna sonora ispirata alla serie a fumetti.
Al termine della trasmissione della serie animata viene pubblicato il 30 marzo 2020 l'album della OST realizzata da (K)NoW_NAME.

##### Sigle
- Welcome to Chaos - sigla d'apertura episodi 1-12
- Who am I? - sigla di chiusura episodi 1-2, 7
- Night SURFING - sigla di chiusura episodi 3-4
- D.D.D.D. - sigla di chiusura episodi 5-6
- Strange Meat Pie - sigla di chiusura episodi 8-9
- SECONDs FLY - sigla di chiusura episodi 10-11
- 404 - sigla di chiusura episodio 12

### Videogioco
In seguito alla messa in onda del terzo episodio è stato reso disponibile online, per un periodo limitato, il videogioco Living Dead Day Survivor (リビングデッドデイ・サバイバー?) in stile pixel art realizzato in Unity e ambientato durante il Living Dead Day, con punteggi alti era possibile partecipare a un concorso a premi associato. Durante la pandemia di COVID-19 per promuovere l'invito a rimanere in casa è stato di nuovo messo a disposizione dei videogiocatori dal 29 aprile al 6 maggio 2020 con personaggi aggiuntivi. All'interno del primo blu-ray come contenuto extra è presente anche il videogioco.

## Accoglienza
Lorenzo Campanini di MangaForever lo ha considerato come il miglior anime che sfidava i cliché.